# Matt Murray
Matthew Murray (* 25. května 1994, Thunder Bay, Ontario) je kanadský hokejový brankář hrající v severoamerické National Hockey League (NHL) za tým Toronto Maple Leafs. Draftován byl týmem Pittsburgh Penguins v roce 2012 z 83. pozice.

## Hráčská kariéra

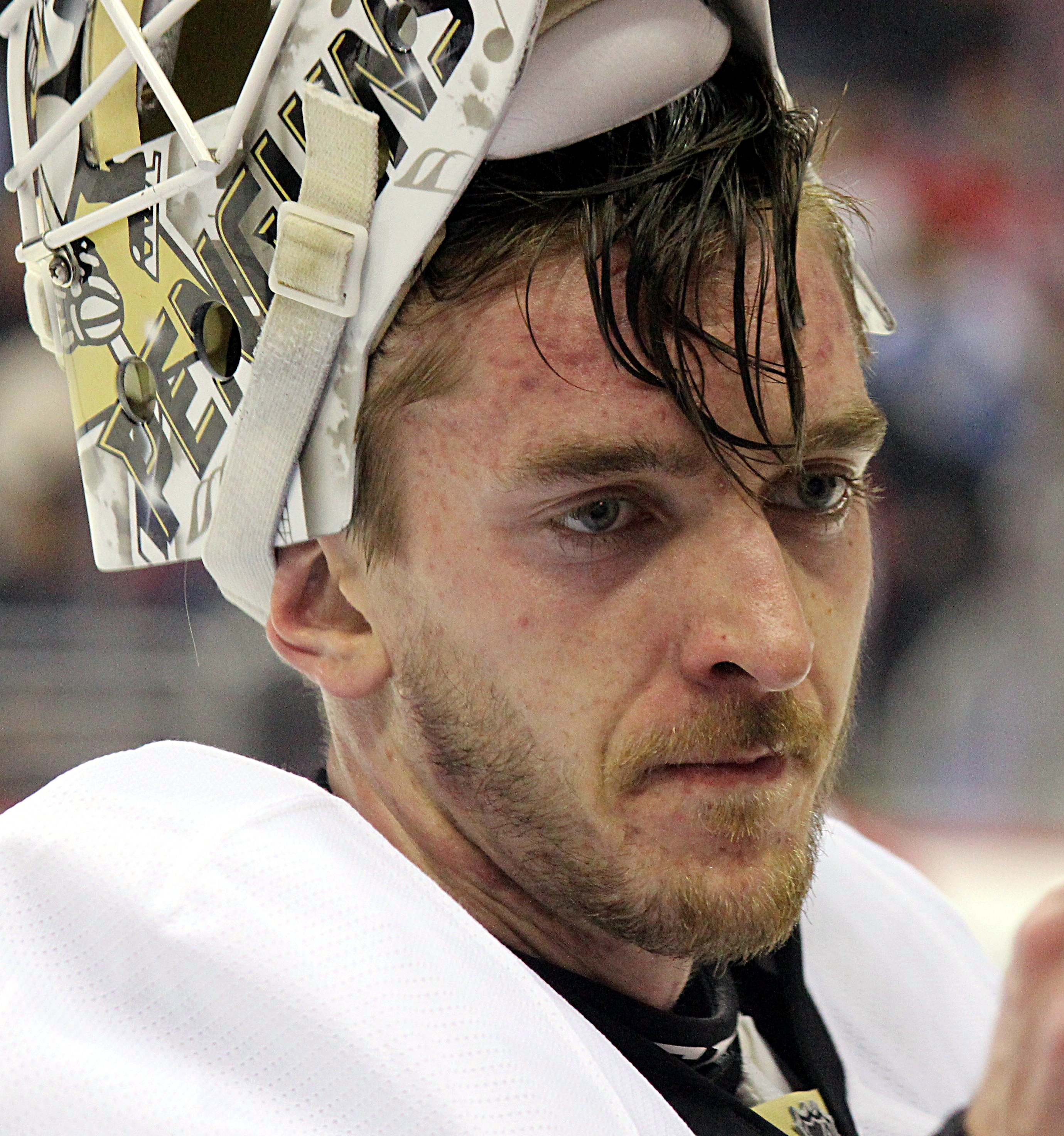
Murrayho první utkání proti Washington Capitals dne 1. března 2016.

Jako junior odehrál největší část své kariéry v kanadské juniorské lize Ontario Hockey League (OHL), kde chytal za tým Sault Ste. Marie Greyhounds. Po draftu do NHL v roce 2012, kde si jej z 83. pozice vybral tým Pittsburgh Penguins, podepsal s tímto mužstvem dne 4. září 2013 tříletý nováčkovský kontrakt.
V průběhu jeho první kompletní profesionální sezóny 2014/15, konkrétně dne 8. března 2015, vytvořil Murray v dresu Wilkes-Barre/Scranton Penguins nový rekord severoamerické American Hockey League (AHL) v neprůstřelnosti, když ho 304 minut a 11 sekund nikdo nedokázal překonat (povedlo se to až útočníkovi Danu Tyrellovi). Předchozí rekord s 268 minutami 17 sekundami držel kanadský gólman Barry Brust. Dne 22. března udržel Murray desáté čisté konto (nedostal žádnou branku) v sezóně, čímž překonal nováčkovský rekord AHL Gordieho Bella z ročníku 1942/43. Základní část dokončil s 12 čistými konty. Po sezóně se Murray dočkal v AHL několika ocenění, byl vybrán do Prvního All-Star týmu a Nováčkovského týmu AHL a získal trofeje: Aldege "Baz" Bastien Memorial Award udělovanou nejlepšímu brankáři, Harry "Hap" Holmes Memorial Award udělovanou brankáři s nejméně inkasovanými brankami v základní části a Dudley „Red“ Garrett Memorial Award pro nejlepšího nováčka sezóny.

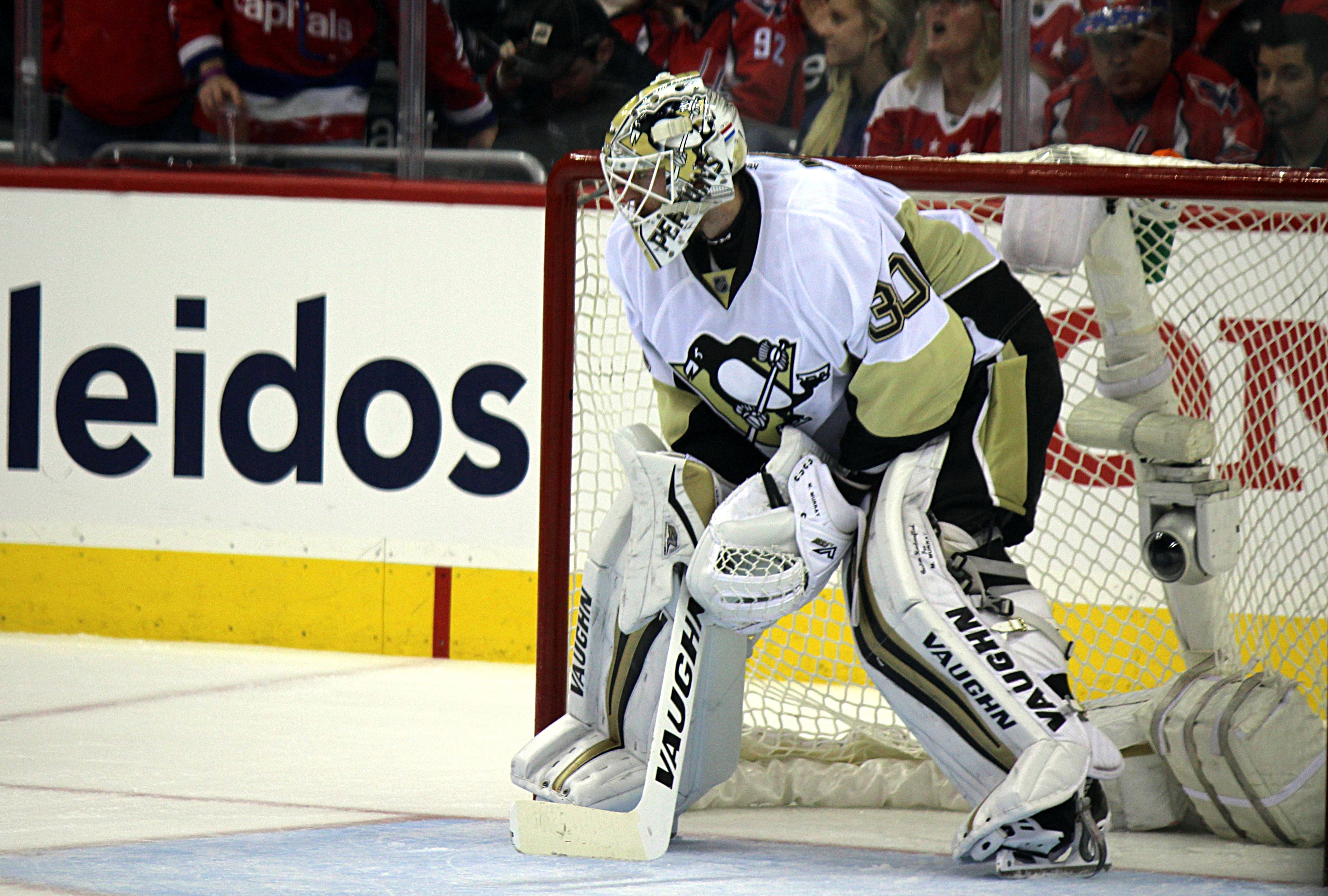
Murray v bráně Penguins během play-off proti Washingtoni Capitals v květnu 2016.

V ročníku 2015/16 byl Murray povolán z AHL, aby se 15. prosince 2015 připojil k týmu Pittsburgh Penguins a mohl si tak o čtyři dny později připsat první start v National Hockey League (NHL), při prohře 2:1 s mužstvem Caroliny Hurricanes. Znovu povolán z farmářské týmu do Pittsburghu byl 21. února 2016 a do konce základní části si připsal devět startů. Dne 19. dubna 2016 debutoval jakožto 21letý i v play-off NHL, když při výhře svého mužstva nad New Yorkem Rangers obdržel pouze jednu branku. Two days later, on April 21, Murray recorded his first NHL playoff shutout in a 5-0 win over the Rangers. Murray se stal natrvalo jedničkou Penguins v probíhajícím play-off, když do brány pustil Marca-Andrého Fleuryho pouze v jediném utkání z 16, než se s týmem dostal do finále o Stanley Cup. Stal se teprve šestým brankářem od roku 1976, pro kterého to byla nováčkovská sezóna. Po dvou vychytaných Stanley Cupech se ale Murray hledal, sezóna 2019/2020 se mu příliš nevyvedla, jeho kolega Tristan Jarry jej postupně odsoudil do role náhradníka. Po konci této sezóny byl tak vyměněn do Ottawa Senators. Opačným směrem putovala volba v draftu 2020 ve 2. kole (52. celkově) a útočník Jonathan Gruden.

## Reprezentační kariéra
Dne 2. března 2016 jej kanadský trenér Todd McLellan zařadil na svou soupisku Výběru severoamerických hráčů do 23 let pro Světový pohár v ledním hokeji 2016 v Torontu.
Jako jednička se zúčastnil MS 2019 na Slovensku kde po prohře s Finy 1:3 brala Kanada stříbrné medaile.

## Soukromý život
Murrayho otec pochází ze Skotska, jeho matka je naopak z Nizozemska.

## Ocenění a úspěchy
- 2012 CHL – Top Prospects Game
- 2012 MS-18 – Top tří nejlepších hráčů v týmu
- 2014 OHL – Nejvíce čistých kont
- 2014 OHL – All-Star Tým
- 2015 AHL – All-Rookie Tým
- 2015 AHL – První All-Star Tým
- 2015 AHL – Nejnižší průměr inkasovaných branek
- 2015 AHL – Aldege „Baz“ Bastien Memorial Award
- 2015 AHL – Harry „Hap“ Holmes Memorial Award
- 2015 AHL – Dudley „Red“ Garrett Memorial Award
- 2015 AHL – Nejúspěšnější brankář
- 2015 AHL – Nejvíce čistých kont
- 2015 AHL – Brankář února 2015
- 2015 AHL – Brankář března 2015
- 2016 AHL – Druhý All-Star Tým
- 2016 AHL – All-Star Game
- 2017 NHL – All-Rookie Tým
- 2019 MS – Top tří nejlepších hráčů v týmu

## Prvenství
- Debut v NHL - 19. prosince 2015 (Pittsburgh Penguins proti Carolina Hurricanes)
- První inkasovaný gól v NHL - 19. prosince 2015 (Pittsburgh Penguins proti Carolina Hurricanes, kanadským útočníkem Jordan Staal)
- První čisté konto v NHL - 2. dubna 2016 (New York Islanders proti Pittsburgh Penguins)

## Statistiky

### Základní části
| Sezona       | Tým                            | Liga         | Z   | V   | P  | Pvp | MIN    | OG  | ČK | POG  | %ChS |
| ------------ | ------------------------------ | ------------ | --- | --- | -- | --- | ------ | --- | -- | ---- | ---- |
| 2010–11      | Sault Ste. Marie Greyhounds    | OHL          | 28  | 8   | 11 | 3   | 1377   | 87  | 1  | 3,79 | .887 |
| 2011–12      | Sault Ste. Marie Greyhounds    | OHL          | 36  | 13  | 19 | 1   | 1912   | 130 | 0  | 4,08 | .876 |
| 2012–13      | Sault Ste. Marie Greyhounds    | OHL          | 53  | 26  | 19 | 4   | 2910   | 178 | 1  | 3,67 | .894 |
| 2013–14      | Sault Ste. Marie Greyhounds    | OHL          | 49  | 32  | 11 | 6   | 2984   | 128 | 6  | 2,57 | .921 |
| 2013–14      | Wilkes-Barre/Scranton Penguins | AHL          | 1   | 0   | 1  | 0   | 60     | 2   | 0  | 2,00 | .920 |
| 2014–15      | Wilkes-Barre/Scranton Penguins | AHL          | 40  | 25  | 10 | 3   | 2321   | 61  | 12 | 1,58 | .941 |
| 2015–16      | Pittsburgh Penguins            | NHL          | 13  | 9   | 2  | 1   | 749    | 25  | 1  | 2.00 | .930 |
| 2016–17      | Pittsburgh Penguins            | NHL          | 49  | 32  | 10 | 4   | 2766   | 111 | 4  | 2.41 | .923 |
| 2017–18      | Pittsburgh Penguins            | NHL          | 49  | 27  | 16 | 3   | 2733   | 133 | 1  | 2.92 | .907 |
| 2018–19      | Pittsburgh Penguins            | NHL          | 50  | 29  | 14 | 6   | 2880   | 129 | 4  | 2.69 | .919 |
| 2019–20      | Pittsburgh Penguins            | NHL          | 38  | 20  | 11 | 5   | 2238   | 107 | 1  | 2.87 | .899 |
| 2020–21      | Ottawa Senators                | NHL          | 27  | 10  | 13 | 1   | 1405   | 79  | 2  | 3.38 | .893 |
| 2021–22      | Ottawa Senators                | NHL          | 20  | 5   | 12 | 2   | 1182   | 60  | 1  | 3.05 | .906 |
| 2021–22      | Belleville Senators            | AHL          | 2   | 1   | 1  | 0   | 118    | 5   | 0  | 2.55 | .918 |
| 2022–23      | Toronto Maple Leafs            | NHL          | 26  | 14  | 8  | 2   | 1474   | 74  | 1  | 3.01 | .903 |
| 2023–24      | Toronto Marlies                | AHL          | 3   | 1   | 2  | 0   | 179    | 12  | 0  | 4.03 | .846 |
| Celkem v NHL | Celkem v NHL                   | Celkem v NHL | 272 | 146 | 86 | 24  | 15,424 | 718 | 15 | 2.79 | .910 |

### Play-off
| Sezona       | Tým                            | Liga         | Z  | V  | P  | MIN   | OG  | ČK | POG  | %ChS  |
| ------------ | ------------------------------ | ------------ | -- | -- | -- | ----- | --- | -- | ---- | ----- |
| 2012–13      | Sault Ste. Marie Greyhounds    | OHL          | 6  | 2  | 4  | 381   | 17  | 1  | 2.67 | .910  |
| 2013–14      | Sault Ste. Marie Greyhounds    | OHL          | 9  | 4  | 5  | 547   | 24  | 1  | 2.63 | .915  |
| 2013–14      | Wilkes-Barre/Scranton Penguins | AHL          | 1  | 0  | 0  | 20    | 0   | 0  | 0.00 | 1.000 |
| 2014–15      | Wilkes-Barre/Scranton Penguins | AHL          | 8  | 4  | 4  | 456   | 18  | 1  | 2.37 | .923  |
| 2015–16      | Pittsburgh Penguins            | NHL          | 21 | 15 | 6  | 1268  | 44  | 1  | 2.08 | .923  |
| 2016–17      | Pittsburgh Penguins            | NHL          | 11 | 7  | 3  | 669   | 19  | 3  | 1.70 | .937  |
| 2017–18      | Pittsburgh Penguins            | NHL          | 12 | 6  | 6  | 716   | 29  | 2  | 2.43 | .908  |
| 2018–19      | Pittsburgh Penguins            | NHL          | 4  | 0  | 4  | 239   | 12  | 0  | 3.01 | .906  |
| 2019–20      | Pittsburgh Penguins            | NHL          | 3  | 1  | 2  | 192   | 8   | 0  | 2.50 | .914  |
| Celkem v NHL | Celkem v NHL                   | Celkem v NHL | 51 | 29 | 21 | 3,083 | 112 | 6  | 2.18 | .921  |

### Reprezentace
| Rok                       | Tým                       | Soutěž                    | Z | V | P | R | MIN | OG | ČK | POG  | %ChS |
| ------------------------- | ------------------------- | ------------------------- | - | - | - | - | --- | -- | -- | ---- | ---- |
| 2012                      | Kanada 18                 | MS18                      | 7 | 4 | 3 | 0 | 421 | 19 | 0  | 2.72 | .920 |
| 2016                      | Výběr Severní Ameriky     | SP                        | 2 | 1 | 1 | 0 | 95  | 5  | 0  | 3.16 | .866 |
| 2019                      | Kanada                    | MS                        | 7 | 5 | 2 | 0 | 418 | 14 | 1  | 2.01 | .926 |
| Juniorská kariéra celkově | Juniorská kariéra celkově | Juniorská kariéra celkově | 7 | 4 | 3 | 0 | 421 | 19 | 0  | 2.72 | .920 |
| Seniorská kariéra celkově | Seniorská kariéra celkově | Seniorská kariéra celkově | 9 | 6 | 3 | 0 | 513 | 19 | 1  | 2.22 | .918 |